# Керимов, Ильхам
Ильхам Керимов (азерб. İlham Kərimov; род. 2 июля 1976) — азербайджанский боксёр, выступавший в весе до 81 кг, участник летних Олимпийских игр 1996 года.

## Биография
Ильхам Керимов родился 2 июля 1976 года.
В 1996 году на чемпионате Европы, победив в первом поединке эстонского боксёра Валерия Семискура, Керимов дошёл до четвертьфинала, где проиграл спортсмену из Франции Жану-Луи Мандангу.
В этом же году Ильхам Керимов представлял Азербайджан на Олимпийских играх в Атланте, где в первом же поединке проиграл боксёру из Швеции Исмаэлю Коне.